# Songthela shei
Espèce
Synonymes
- Heptathela shei Yin, 2001

Songthela shei est une espèce d'araignées mésothèles de la famille des Liphistiidae.

## Distribution
Cette espèce est endémique du Hunan en Chine,. Elle se rencontre dans le xian de Qianyang.

## Description
La femelle holotype mesure 12,0 mm.

## Systématique et taxinomie
Cette espèce a été décrite sous le protonyme Heptathela shei par Xu et Yin en 2001. Elle est placée dans le genre Songthela par Xu, Liu, Chen, Ono, Li et Kuntner en 2015.

## Étymologie
Cette espèce est nommée en l'honneur de Shu-sheng She.

## Publication originale
- Xu & Yin, 2001 : « A new species of the genus Heptathela from China (Araneae: Liphistiidae). » Acta Arachnologica Sinica, vol. 10, no 1, p. 8-10.